# Чорноморський центр підводних досліджень
Чорноморський центр підводних досліджень - установа у АР Крим. Підпорядкована республіканському Комітету з охорони культурної спадщини. Головна його місія - вивчення, захист і збереження культурно-історичних пам'яток Чорного моря, доступність їх для туристів.